# Senescalia de Carcassona
La senescalia de Carcassona va ser una circumscripció administrativa, financera i judicial creada el 1226 pel rei Lluís VIII. La capital era Carcassona i la presidia un senescal, generalment d'origen aristocràtic, nomenat pel rei. Com la majoria de senescalies va ser abolida amb la Revolució francesa.

## Història
La senescalia va néixer com a resultat de la Croada albigesa i la caiguda de la casa Trencavell. Serà Simó de Montfort qui el 1215 crei les senescalies de Carcassona, Roerga i Belcaire. El 1224 el fill de Simó de Montfort, Amaurí de Montfort, va transferir els drets dels territoris conquerits per la seva casa al Llenguadoc al rei de França, quedant d'aquesta manera sota domini reial directe. La senescalia de Carcassona és el resultat de la nova distribució administrativa impulsada des del nord de França.
El 1240, l'últim hereu Trencavell va intentar recuperar els feus de la seva família, però no va poder conquerir Carcassona, defensada pel senescal Guillem d'Ormes. Finalment va haver de rendir-se quan un exercit de suport als assetjats va arribar a la ciutat.
El març de 1790, la senescalia va ser oficialment dissolta i es va incorporar al recent creat departament de l'Aude.

## Llista dels senescals de Carcassona
- Philippe Goloin (1226)
- Pierre Sanglier (vers 1228)
- Eudes Le Queux (1228-1235)
- Jean de Fricamps (1236-1239)
- Guillaume d'Ormes (1239-1243)
- Hugues des Arcis (1243-1246)
- Jean d'Escrennes (Jean de Cranis) (1246-1248)[4]
- Guillaume de Pian o del Plan (1248-1254)
- Pierre de Voisins (1255)[5]
- Thomas de Montliard (1264-1265)
- Arnoul de Courfraud (1265)
- Guillaume de Cohardon (1266-1272)
- Jean de La Couture (1273)
- Guillaume de Cohardon (1274-1276)[6]
- Philippe de Monts (1278-1284). Va participar en la Croada d'Aragó on va exercir durant un temps com a senescal de Catalunya.[7]
- Gui de Nanteuil (1285)
- Jean de Burlas (1287)
- Guérin d'Amplepuis (1287-1288)
- Simon Brisetête (1289-1294)[8]
- Jean d'Arrablay, o Arreblay (1295).
- Gui Chevier (1296)[9]
- Henri d'Élise (1296-1299)
- Gui Cabrier (1301-1304)
- Jean d'Aunet, o Alnet (1305)
- Guillaume de Cohardon (1306)
- Jean d'Aunet (1309)
- Alfonse de Rouvrai (1310-1311)
- Aymeri de Cros (1311-1321)[10]
- Hugues Guéraud (1321-1325)
- Hugues de Caylus (1329)
- Hugues de Vela (1332)
- Pierre de La Palu, o de la Palme (1338)[11]
- Hugues de la Roque (1340)
- Hugues de Guéraud (1341)
- Girard de Rosselló (1345)
- Pierre de Beaumont (1350)
- Thibaud de Barbesan (1355)
- Pierre de Villars (1371)
- Arnaud d'Espagne(1372-1383)
- Roger d'Espagne, fill de l'anterior (1390)
- Pierre de Mornay (1391)
- Robert de Chalus (1393)
- Pierre de Mornay (1414)
- Arnaud de Caramging (1417)
- Charles de Clermont (1418)[12]
- Guillaume d'Arlende (1420)[13]
- Raymond Aymeri (1430-1434)[14]
- Antoine de Chabannes (1452-1461)[15]
- Arnaud de Milgros (1462)
- Jean IV de Lévis (1465)
- Étienne de Talauresse (1469-1474)[16]
- Odet d'Aydie (1484-1486)[17]
- Jean V de Lévis (1486)[18]
- Pierre de Clermont (1533)[19]
- Jacques de Clermont (1536-1539)
- Guy de Castelnau i de Clermont-Lodève (1539-1544)[20]
- Philippe III de Lévis (1544)
- Jean VI de Lévis (1581)[21]
- Jean de Lévis
- Antoine Guillaume de Lévis (1605)
- Alexandre de Lévis (1633)
- Gaston Jean-Baptiste de Lévis et de Lomagne (1680)
- Gabriel Guillaume de Siran (1720)
- André Hercule de Rosset de Rocozels de Fleury darrer senescal de Carcassona 1788.